# Mike Scaccia
Michael Ralph "Mike" Scaccia (Babylon, Nueva York; 14 de junio de 1965 - Fort Worth, Texas; 23 de diciembre de 2012) fue un músico estadounidense, reconocido por su trabajo como guitarrista de las bandas de metal Rigor Mortis, Ministry y The Revolting Cocks.
Scaccia colapsó en el escenario a las 11:30 p. m. el 22 de diciembre de 2012 en un local llamado The Rail Club en la ciudad de Fort Worth, Texas, donde estaba dando una presentación como celebración del cumpleaños 50 de Bruce Corbitt, cantante de Rigor Mortis; murió en el escenario entre las 11:36 p. m. y las 11:40 p. m.. Se determinó que la causa de su muerte fue un ataque cardíaco. Tenía 47 años.

## Proyectos
- Rigor Mortis
- Ministry
- Revolting Cocks
- BloHole
- League of Blind Women
- Lard
- Buck Satan and the 666 Shooters
- Goobersmoochers